# Geografia della Guinea-Bissau

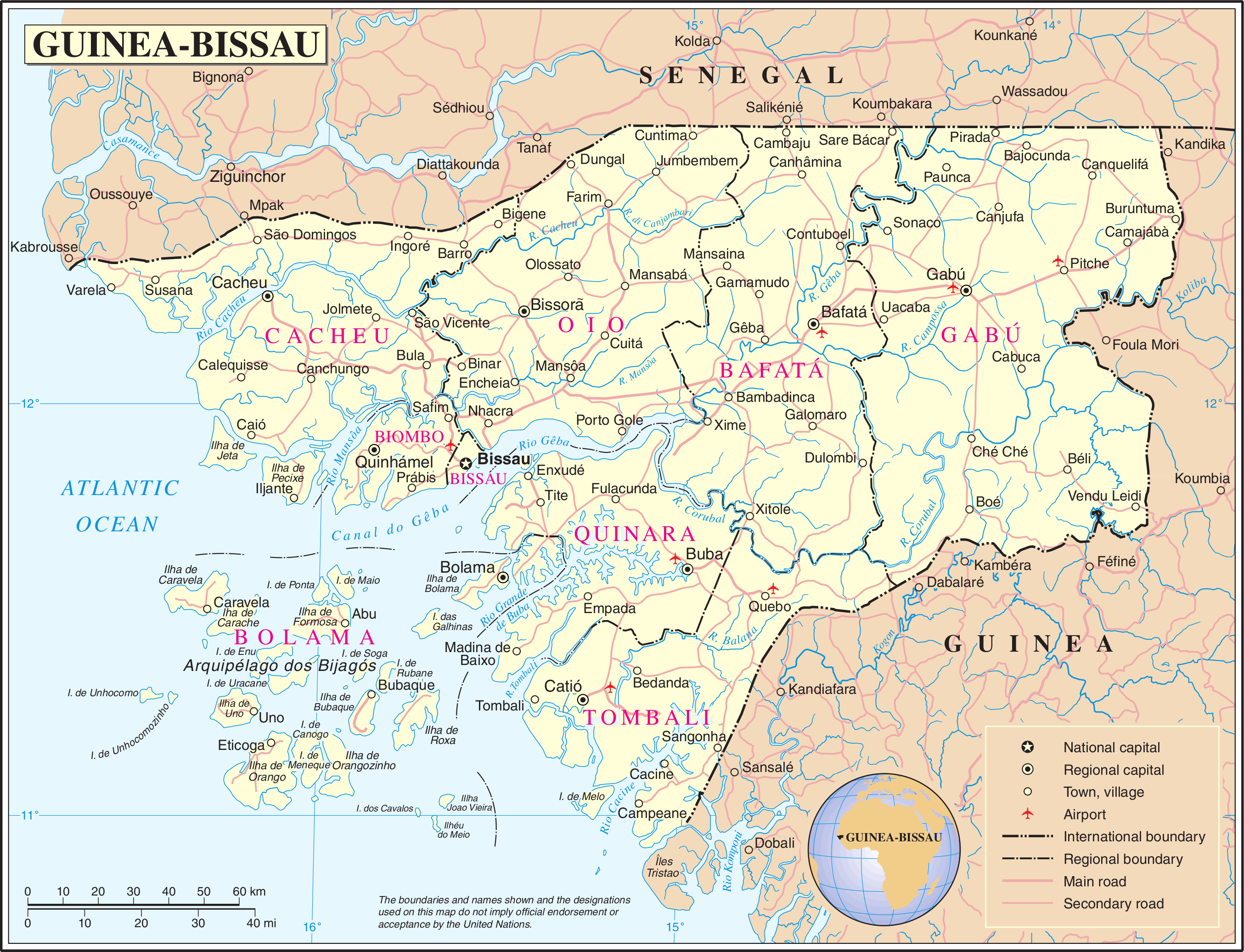
Mappa della Guinea-Bissau.

Posizione della Guinea-Bissau.

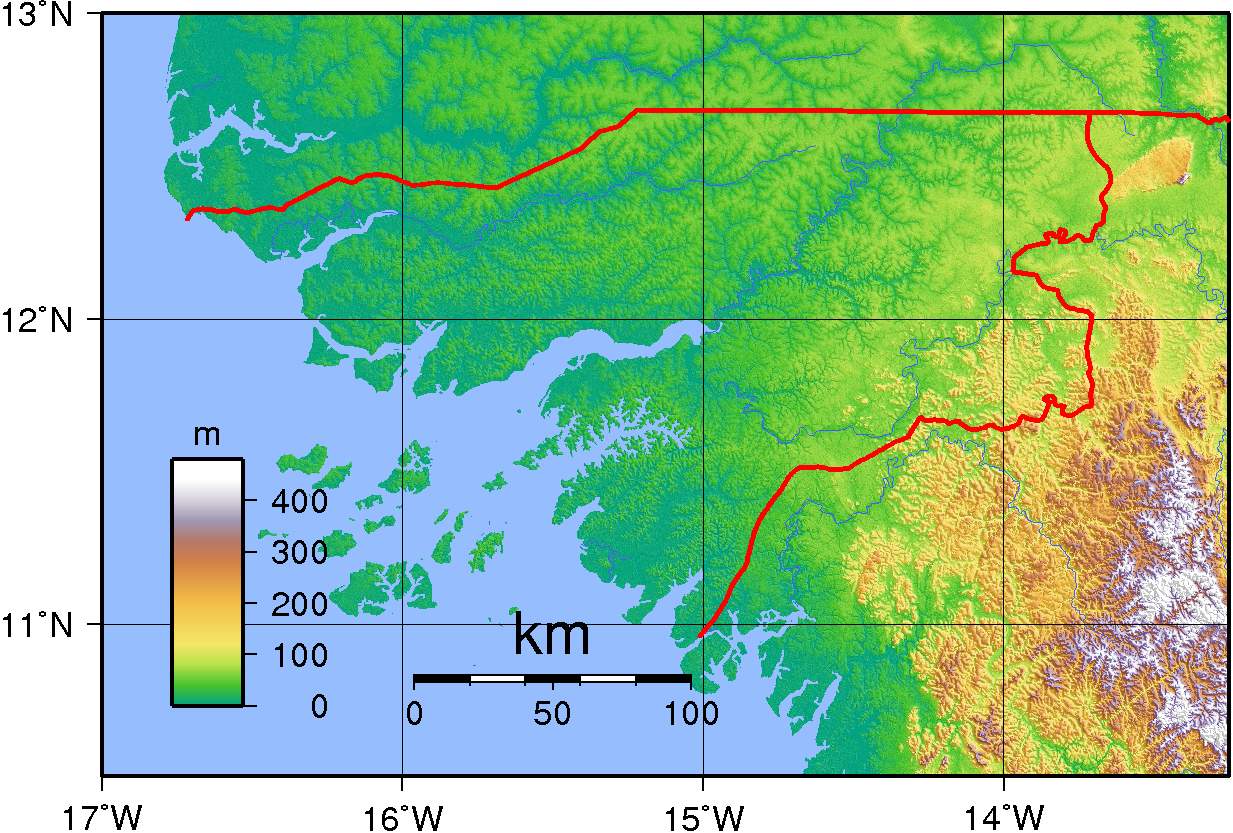
Topografia della Guinea-Bissau.

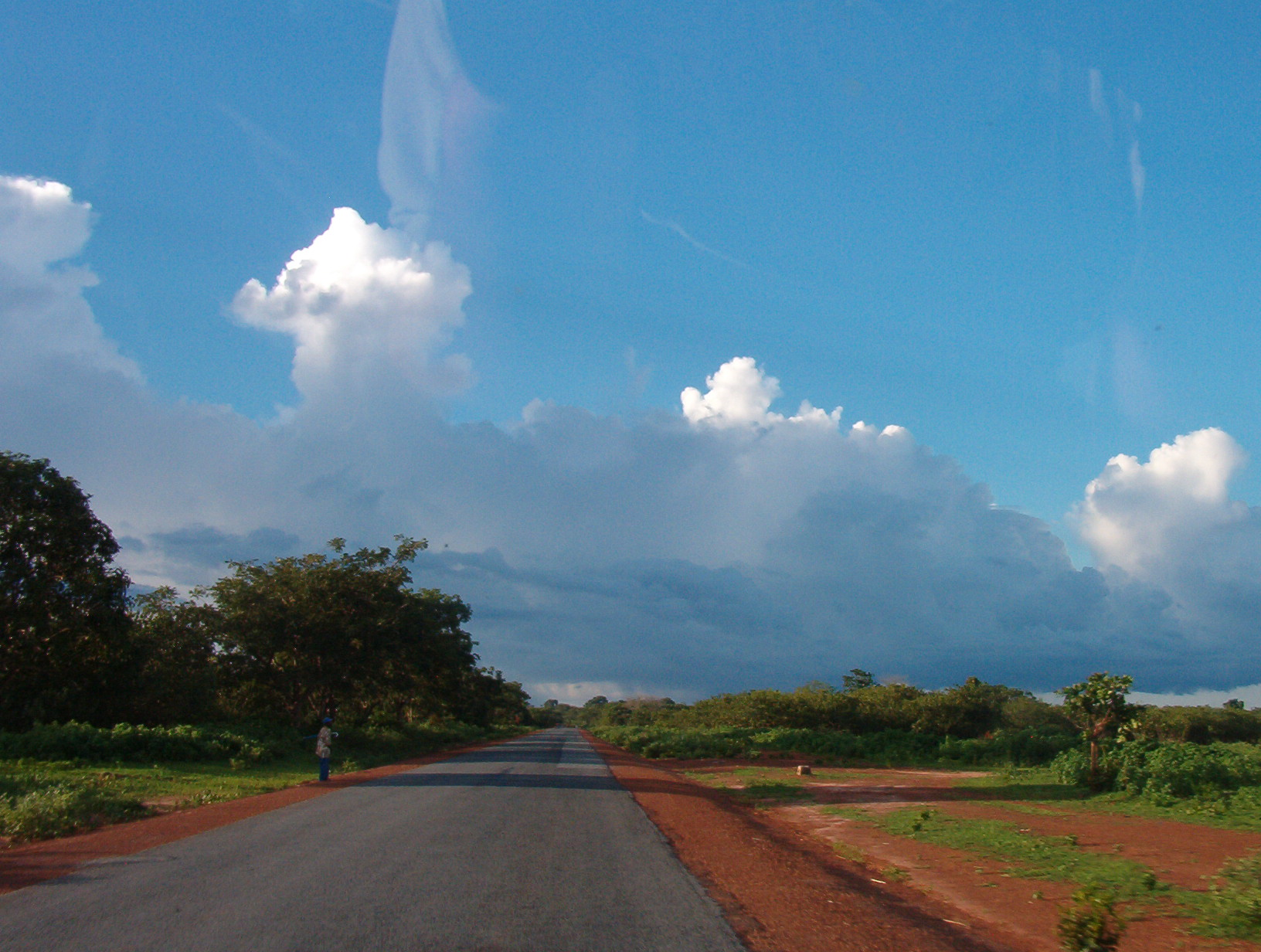
Paesaggio tipico della Guinea-Bissau.

La Guinea-Bissau è un Paese dell'Africa occidentale. Situata sulla costa atlantica, è costituita da un territorio prevalentemente pianeggiante che si fa leggermente collinare procedendo verso l'interno. L'origine del nome Guinea è tuttora oggetto di discussione; forse potrebbe trattarsi della corruzione di una parola amazigh (berbera) che significherebbe «terra dei neri». Il Paese utilizza anche il nome della capitale, Bissau, per distinguersi dalla Guinea, Paese vicino con cui confina a est e a sud.
Nel XV secolo e agli inizi del XVI i portoghesi erano padroni dell'intera costa occidentale dell'Africa. Pian piano il loro monopolio andò scemando aprendo la strada a incursioni da parte di francesi, olandesi, inglesi e di altre potenze europee. I francesi premettero sempre più lungo i confini settentrionali e meridionali dell'attuale Guinea-Bissau ed entrarono in possesso della regione della Casamance, nel Senegal meridionale, verso la fine del XIX secolo. Gli inglesi entrarono in competizione con i portoghesi per il predominio sulla fascia costiera, in particolare della regione di Bolama; una lunga disputa tra le due potenze ebbe termine con l'assegnazione dell'intera Guinea-Bissau ai portoghesi. Sebbene Bissau sia l'attuale capitale del Paese e la sua città più grande, le città di Bolama e Cacheu furono molto importanti durante l'epoca della tratta degli schiavi e in epoca coloniale.

## Confini
La Guinea-Bissau confina con il Senegal a nord, la Guinea a est e a sud e l'oceano Atlantico a ovest. Essa comprende anche l'arcipelago delle Bijagós (Bissagos) e altre isole situate al largo della costa.

## Morfologia
Quasi l'intero territorio della Guinea-Bissau è pianeggiante ed esposto quotidianamente al flusso e riflusso delle maree che si spingono fino a 100 km nell'entroterra. Nella parte sud-orientale del Paese, l'altopiano del Fouta Djallon si innalza fino a circa 180 m. Le colline di Boé si estendono dai versanti occidentali del Fouta Djallon fino al bacino del Corubal e alla pianura di Gabú.

## Idrografia e suoli
La regione costiera è demarcata da una fitta rete di valli inondate dette rias. L'altopiano di Bafatá è bagnato dai fiumi Geba e Corubal. La pianura di Gabú occupa il settore nord-orientale del Paese ed è bagnata dai fiumi Cacheu e Geba e dai loro affluenti. Le pianure interne fanno parte del margine meridionale del bacino del fiume Sénégal. L'elevazione uniforme della pianura alluvionale matura permette ai fiumi di snodarsi in meandri e rende l'area soggetta a inondazioni durante la stagione delle piogge. Alcuni settori orientali della Guinea-Bissau formano una parte del bacino superiore del sistema del fiume Gambia.
La penetrazione delle maree nell'interno, facilitata dalla piatta topografia costiera della Guinea-Bissau, apporta alcuni vantaggi all'agricoltura: l'ondata di acqua salmastra può essere utilizzata per irrigare le vaste risaie allagate chiamate bolanhas. La guerra anticoloniale ha avuto un effetto devastante sui suoli della Guinea-Bissau. I terreni arativi caduti in disuso furono soggetti all'erosione del suolo, e, con la distruzione degli argini fluviali di protezione, l'arabilità di alcuni suoli è stata compromessa dall'eccessiva salinizzazione.

## Clima

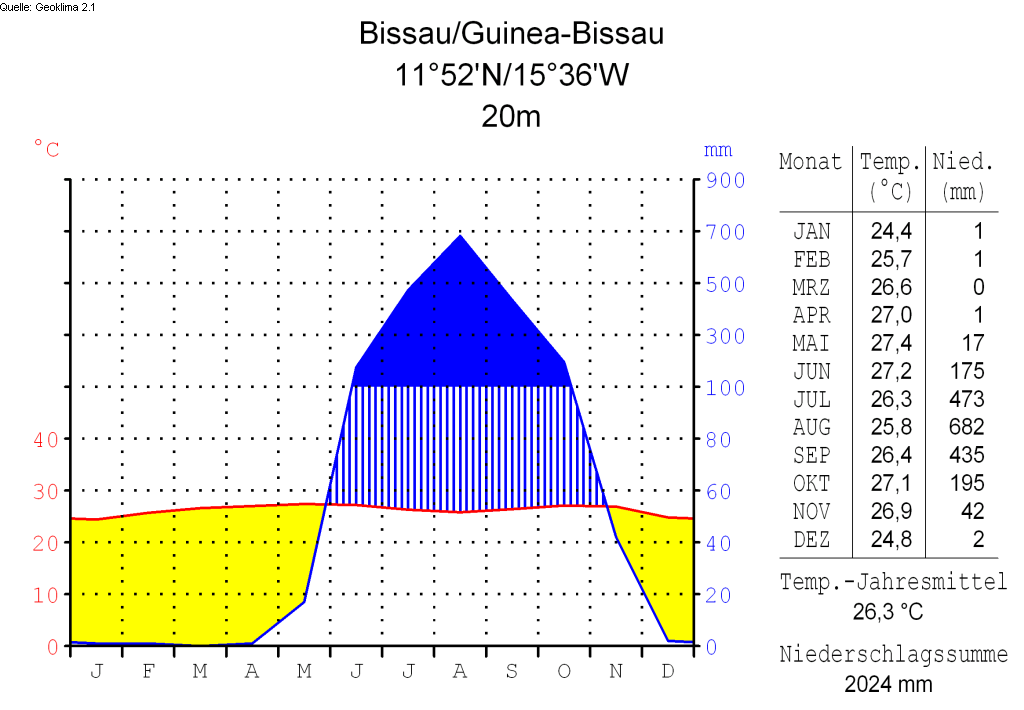
Diagramma climatico di Bissau.

La Guinea-Bissau ha un clima generalmente tropicale influenzato dalla zona di convergenza intertropicale (ITCZ), una fascia di convergenza degli alisei che circonda la Terra in prossimità dell'Equatore. Vi sono due stagioni pronunciate: la stagione delle piogge, calda, che generalmente dura da giugno a novembre, e la stagione arida, anch'essa calda. Aprile e maggio sono i mesi più caldi, e le temperature possono raggiungere i 32 °C. In Guinea-Bissau le precipitazioni non variano molto in base all'elevazione, ma tra regioni costiere e interne; la costa riceve tra i 1500 e i 3000 mm di pioggia, mentre l'interno è influenzato dal clima tropicale della savana, che presenta maggiori variazioni riguardo a precipitazioni e temperatura.

## Flora e fauna
Le tre zone ecologiche della Guinea-Bissau - gli estuari tidali, la pianura interna ricoperta da estese foreste e la savana - ospitano una straordinaria diversità vegetale e animale. Uccelli acquatici e rivieraschi quali fenicotteri e pellicani sono particolarmente numerosi nelle paludi costiere, che sono anche abitate da una grande varietà di rettili come serpenti, coccodrilli e tartarughe marine, quest'ultime minacciate di estinzione. Nelle pianure e nelle foreste, abbondano lucertole, gazzelle, antilopi, scimmie e scimpanzé, pappagalli, iene e leopardi. Sebbene in passato fosse presente una significativa popolazione di elefanti, essa è stata virtualmente eliminata. Molti animali selvatici vengono cacciati per la carne e la pelle.